# Murphy Guyer
Murphy Guyer (Dover, 25 de diciembre de 1952) es un actor, dramaturgo, escritor y director estadounidense, mejor conocido por sus obras de teatro y por sus apariciones en las películas The Devil's Advocate (1997), The Jackal (1997), Arthur (2011) y Joker (2019).

## Primeros años
Murphy Guyer nació en Dover, Delaware, y creció en la zona rural del este de Maryland. Se mudó a la ciudad de Nueva York a la edad de diecinueve años para asistir a la American Academy of Dramatic Arts con una beca de actuación y pronto descubrió su talento para escribir chistes y sketches cómicos. Comenzó su carrera profesional escribiendo para varios cómicos y grupos de improvisación.

## Carrera
A principios de la década de 1980, la primera obra de Guyer, Eden Court, se estrenó en el Humana Festival of New American Plays en Louisville, Kentucky. Posteriormente, la obra fue producida en Broadway y llevada al cine. A lo largo de su carrera, Guyer ha escrito obras para teatro, cine y radio, y tiende a la farsa y la sátira. Sus obras han sido producidas Off-Broadway y en teatros regionales de Estados Unidos, Canadá, Irlanda, Gran Bretaña, Europa y Rusia. Su obra The Realists fue catalogada como una de las mejores obras de 1988-1989, y su adaptación de The Emancipation of Valet de Chambre fue reconocida como una de las mejores obras de 1999-2000.
En 1991, Guyer comenzó a actuar en televisión y películas, con su primera aparición como Tommy Gallagher en el episodio "Heaven" de Law & Order. Entre 1996 y 2003, Guyer se desempeñó como director artístico asociado de dramaturgia en Cleveland Play House.

## Filmografía

### Cine
| Año  | Título                                               | Papel                 | Notas                  |
| ---- | ---------------------------------------------------- | --------------------- | ---------------------- |
| 1995 | Parallel Sons                                        | Sheriff Mott          |                        |
| 1996 | City Hall                                            | Capitán Florian       |                        |
| 1997 | Firehouse                                            | Detective Leo Patillo | Película de televisión |
| 1997 | Lewis & Clark: The Journey of the Corps of Discovery | William Clark         | Documental             |
| 1997 | Ni el tiro del final                                 | Jefe de Howard        |                        |
| 1997 | El pacificador                                       | Agente del INS        |                        |
| 1997 | The Devil's Advocate                                 | Padre de Barbara      |                        |
| 1997 | The Jackal                                           | Representante del NCS |                        |
| 1998 | Rounders                                             | Sargento Detweiler    |                        |
| 2004 | She Hate Me                                          | John Erlichman        |                        |
| 2005 | La fiesta del Chivo                                  | Turk                  |                        |
| 2009 | The Mercy Man                                        | Leary                 |                        |
| 2011 | Arthur                                               | Oficial Kaplan        |                        |
| 2015 | Good Friday                                          | Paul Chasse           |                        |
| 2017 | Wetlands                                             | Capitán Schmidt       |                        |
| 2017 | Wonderstruck                                         | Jefe de seguridad     |                        |
| 2018 | Paterno                                              | Gary Schultz          | Película de televisión |
| 2019 | Joker                                                | Barry O'Donnell       |                        |

### Televisión
| Año       | Título          | Papel               | Notas                                    |
| --------- | --------------- | ------------------- | ---------------------------------------- |
| 1991      | Law & Order     | Tommy Gallagher     | Episodio: "Heaven"                       |
| 1996      | The City        | Darryl Hassey       | Episodios desconocidos                   |
| 1997      | Oz              | Eddie Hunt          | 4 episodios                              |
| 2001      | Los Soprano     | Empleado del SET #2 | Episodio: "El barrio del Señor Ruggerio" |
| 2010      | Rubicon         | R.C. Gilbert        | 5 episodios                              |
| 2011      | Mildred Pierce  | Mr. Pierce          | 5 episodios                              |
| 2013–2016 | House of Cards  | Oren Chase          | 2 episodios                              |
| 2016      | The Blacklist   | Eye in the Sky      | 2 episodios                              |
| 2020      | NOS4A2          | Agente Daltry       | 2 episodios                              |
| 2020      | The Right Stuff | CO de Cooper        | 1 episodio                               |

### Videojuegos
| Año       | Título                      | Papel                               |
| --------- | --------------------------- | ----------------------------------- |
| 2006      | Neverwinter Nights 2        | Ammon Jerro                         |
| 2010      | Red Dead Redemption         | Aquila                              |
| 2016      | Batman: The Telltale Series | Comisionado de policía James Gordon |
| 2017–2018 | batman: The Enemy Within    | Comisionado de policía James Gordon |